# Torre de transmissão

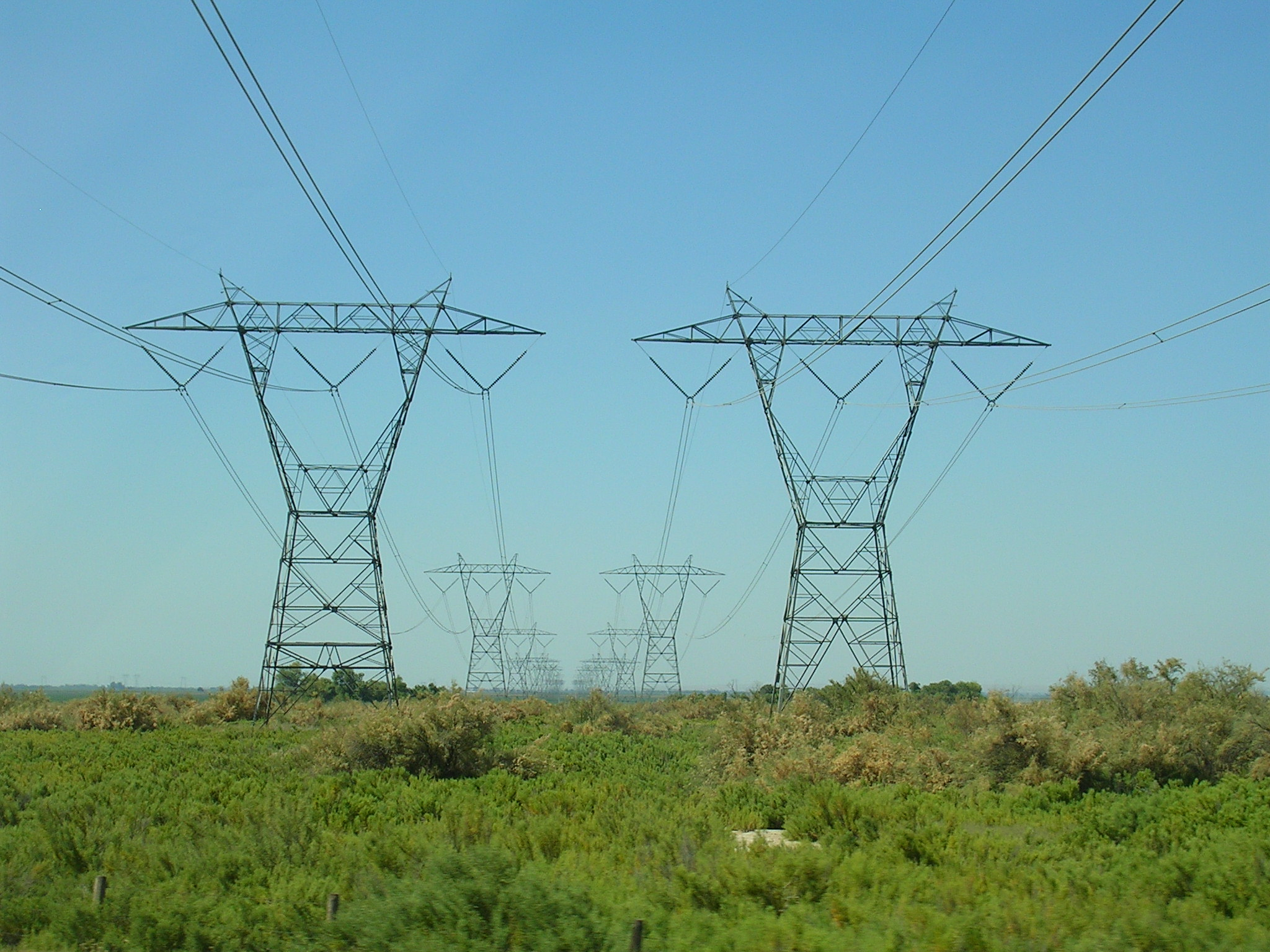
Dos linhas de transmissão de 500 kV na Califórnia

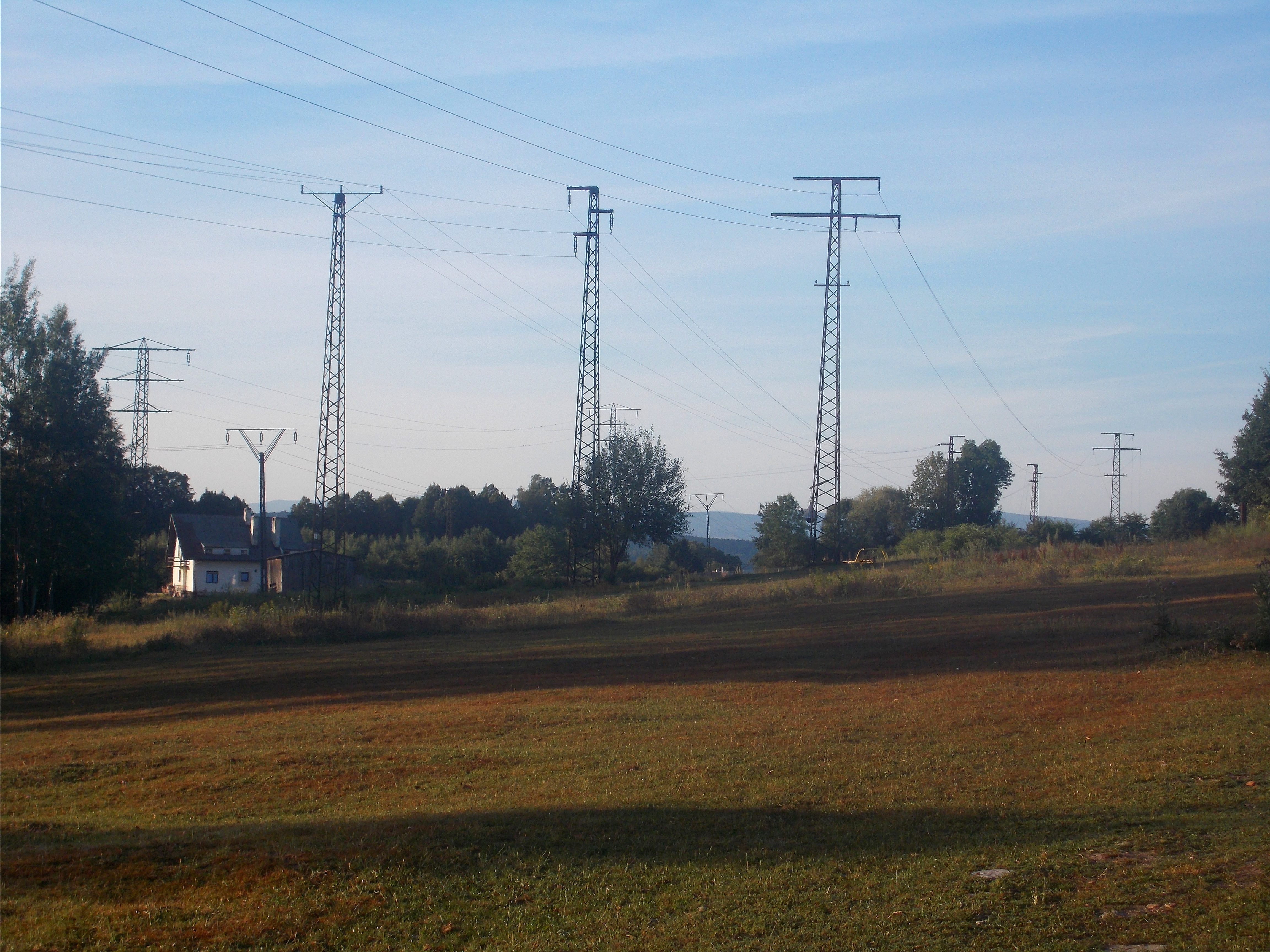
Torres de distribuição de 20 e 50 kV na Polônia

Uma torre de transmissão é uma estrutura metálica em forma de torre que sustenta uma série de cabos através dos quais é transportada a energia elétrica.
Existem quatro grandes categorias para torres de transmissão: suspensão, terminal, tensão e transposição. Algumas torres de transmissão combinam estas funções básicas. Torres de transmissão e suas linhas elétricas são muitas vezes consideradas uma forma de poluição visual. Métodos para reduzir o efeito visual incluem fiação subterrânea.
A forma mais usual de se medir o desempenho de uma linha de transmissão é a frequência e a duração de suas interrupções; sendo o fator de condicionamento do isolamento de linhas de até 345kv, a incidência de descargas atmosféricas (no Brasil, porém este limite se estende até 500kv, devido a elevada resistividade do solo). No Brasil, é muito comum buscar minimizar os efeitos das descargas atmosféricas com  cabos pára-raios, que ficam conectados aos aterramentos das torres constituídos de cabos contrapeso. Tem sido utilizado além dos cabos pára-raios, também dispositivos pára-raios, numa tentativa de melhorar a performance.

### Classificação das Torres de Transmissão
As torres de transmissão podem ser classificadas em quatro principais categorias, de acordo com sua função na rede elétrica:
1. Torres de Suspensão – Utilizadas para sustentar os condutores ao longo do trajeto da linha de transmissão, sem exercer tensão nos cabos.
2. Torres Terminais – Localizadas no final de uma linha de transmissão ou próximas a subestações, fixando os cabos condutores.
3. Torres de Tensão – Aplicadas em trechos onde há mudanças bruscas de direção ou em pontos intermediários da linha para garantir a estabilidade mecânica.
4. Torres de Transposição – Usadas em linhas de transmissão de longa distância para alternar a posição dos condutores, equilibrando os campos elétricos.

Em algumas configurações, uma única torre pode desempenhar múltiplas funções, combinando as categorias acima.

### Impacto Visual e Soluções para Minimização
As torres de transmissão, juntamente com suas linhas elétricas, são frequentemente vistas como elementos de poluição visual, especialmente em áreas urbanas e paisagens naturais. Para mitigar esse impacto, algumas técnicas são utilizadas, como:
- Fiação subterrânea – Enterrar os cabos para preservar a estética da paisagem, embora seja uma solução mais cara e complexa.
- Design inovador de torres – Algumas empresas e governos optam por torres com formatos diferenciados e esteticamente mais agradáveis.
- Uso de vegetação – A arborização planejada pode ajudar a esconder parcialmente as torres de transmissão.[6]

### Desempenho e Segurança das Linhas de Transmissão
O desempenho das linhas de transmissão é medido pela frequência e duração das interrupções de energia. Um dos principais desafios para a eficiência dessas linhas é a incidência de descargas atmosféricas (raios), que podem causar desligamentos e danos estruturais.
No Brasil, linhas de transmissão de até 345 kV são projetadas levando em conta o impacto de descargas atmosféricas. No entanto, devido à elevada resistividade do solo, esse limite pode ser estendido até 500 kV.
Para minimizar os efeitos de descargas atmosféricas, são utilizados diversos sistemas de proteção:
- Cabos para-raios – Instalados no topo das torres para interceptar raios e direcionar sua energia para o solo.
- Aterramento com cabos contrapeso – Conectados às torres para dissipar a energia das descargas elétricas.
- Dispositivos para-raios – Equipamentos modernos que melhoram a performance da linha de transmissão ao evitar surtos de tensão.[7]